# AB6IX
AB6IX(에이비식스)는 2019년 5월 22일 데뷔한 대한민국 브랜뉴뮤직 소속의 4인조 보이 그룹이다. 그룹명 AB6IX는 ABSOLUTE SIX와 ABOVE BRANDNEW SIX의 약자이며 4명의 멤버와 팬덤이 합쳐져 비로소 완전해지는 브랜뉴보이즈의 절대적 완전체, 브랜뉴뮤직의 새로운 지평을 열어갈 4명의 멤버와 팬덤의 초월적 결합의 뜻을 담고 있다. 공식 팬클럽명은 ‘ABNEW (에비뉴)’이다.

## 활동

### 데뷔 이전
임영민, 김동현, 박우진, 이대휘는 2017년 Mnet에서 방송된 《프로듀스 101 시즌 2》를 통해 브랜뉴보이즈(BRANDNEW BOYS)로 얼굴을 알린 바 있다. 이후 임영민, 김동현은 MXM과 YDPP로 유닛 활동을 하였고, 박우진과 이대휘는 워너원으로 데뷔해 활동한 바 있다. 2019년 4월 마지막 멤버인 전웅이 공개되었다.

### 2019년
2019년 5월 22일, 첫 번째 EP인 《B:COMPLETE》를 발매하며 정식 데뷔하였다.
2019년 9월 24일, 미국 출신의 팝/R&B 아티스트 Lizzo와 콜라보 앨범인 《Truth Hurts》를 발매했다.
2019년 10월 7일, 첫 번째 정규앨범인 《6IXENSE》를 발매하며 컴백하였다.
2019년 12월 12일, 소속사 브랜뉴뮤직의 겨울 시즌 싱글앨범인 《BRANDNEW YEAR 2019》에 참여하였다.

### 2020년
2020년 2월 13일, 《5NALLY》를 발매하였다. 5곡이 들어 있으며 각 멤버들의 솔로곡으로 활동했다.
2020년 6월 29일, 두 번째 EP인 《VIVID》를 발매하며 컴백하였다. 2020년 6월 8일 멤버 임영민이 음주운전을 한 사실이 드러나 탈퇴했다.
2020년 11월 2일, 세 번째 EP인 《SALUTE》를 발매하며 컴백하였다.
2020년 12월 21일, 소속사 브랜뉴뮤직의 겨울 시즌 싱글앨범인 《BRANDNEW YEAR 2020 BARNDNEW UP》에 참여하였다.
2020년 12월 25일, 드라마 내리겠습니다 지구에서 OST인 잡아줄게[HOLD YOU]를 발매했다

### 2021년
2021년 1월 18일, 리패키지 앨범 《SALUTE : A NEW HOPE》를 발매하며 컴백하였다.
2021년 4월 26일, 네 번째 EP인 《MO' COMPLETE : HAVE A DREAM》를 발매하며 컴백하였다.
2021년 5월 24일, 유니버스 앨범인 GEMINI를 발매되었다.
2021년 9월 27일, 두 번째 정규앨범인 《MO' COMPLETE》를 발매하며 컴백하였다.
2021년 11월 24일, 첫 번째 EP인 《ABSOLUTE 6IX》를 발매하며 일본 데뷔하였다.

### 2022년
2022년 1월 17일, 스페셜 앨범인 《COMPLETE WITH YOU》를 발매하였다.
2022년 2월 26-27일, 장충체육관에서 COMPLETE WITH YOU라는 이름으로 콘서트를 개최했다.
2022년 5월 18일, 다섯 번째 EP인 《A to B》를 발매하며 컴백했다.
2022년 10월 4일, 여섯 번째 EP인 《TAKE A CHANCE》를 발매하며 컴백했다.

### 2023년
2023년 5월 27일 ~ 28일, 단독 콘서트를 개최했다.
2023년 5월 29일, 일곱 번째 EP인 《THE FUTURE IS OURS : LOST》를 발매하며 컴백했다.

### 2024년
2024년 1월 22일, 여덟 번째 EP인 《THE FUTURE IS OURS : FOUND》를 발매하며 컴백했다.
2024년 8월 13일, 스페셜 앨범 《Find YOU》를 발매했다.
2024년 10월 10일, 아홉 번째 EP인 《BORN LIKE THIS》를 발매하며 컴백했다.

### 2025년
2025년 8월 25일, 열 번째 EP인 《UPSIDE DOWN》를 발매하며 컴백을 앞두고 있다.

## 구성원
| 이름   | 소개 |
| ------ | --- |
| 전웅   | - 이름 : 전웅(田雄) - 생년월일 : 1997년 10월 15일(27세) - 출생지 : 대한민국 대전광역시 중구 - 학력 : 글로벌사이버대학교 방송연예학과 (재학) - 활동기간 : 2019년 5월 22일 ~ 현재              |
| 김동현 | - 이름 : 김동현 (金東賢) - 생년월일 : 1998년 9월 17일(26세) - 출생지 : 대한민국 대전광역시 중구 - 학력 : 글로벌사이버대학교 방송연예학과 (재학) - 활동기간 : 2019년 5월 22일 ~ 현재          |
| 박우진 | - 이름 : 박우진 (朴佑鎭) - 생년월일 : 1999년 11월 2일(25세) - 출생지 : 대한민국 부산광역시 사하구 다대동 - 학력 : 글로벌사이버대학교 방송연예학과 (재학) - 활동기간 : 2019년 5월 22일 ~ 현재 |
| 이대휘 | - 이름 : 이대휘 (李大輝) - 생년월일 : 2001년 1월 29일(24세) - 출생지 : 대한민국 서울특별시 강남구 청담동 - 학력 : 글로벌사이버대학교 방송연예학과 (재학) - 활동기간 : 2019년 5월 22일 ~ 현재 |

### 이전 구성원
| 이름   | 소개 |
| ------ | --- |
| 임영민 | - 이름 : 임영민 (林煐岷) - 생년월일 : 1995년 12월 25일(29세) - 출생지 : 대한민국 부산광역시 강서구 대저동 - 학력 : 글로벌사이버대학교 방송연예학과 (재학) - 활동기간 : 2019년 5월 22일 ~ 2020년 6월 8일 |